# Ceraphron tetraochros
Ceraphron tetraochros är en stekelart som beskrevs av Paul Dessart 1978. Ceraphron tetraochros ingår i släktet Ceraphron och familjen pysslingsteklar. Inga underarter finns listade i Catalogue of Life.